# Carl Tremarco
Carl Philip Tremarco (Liverpool, 11 ottobre 1985) è un ex calciatore inglese, di ruolo difensore.

## Carriera
Ha giocato nella massima serie dei campionati maltese e scozzese.

## Palmarès

### Club

#### Competizioni nazionali
- Coppa di Scozia: 1

Inverness: 2014-2015
- Scottish Challenge Cup: 2

Inverness: 2017-2018, 2019-2020